# Guatteria inundata
Guatteria inundata é uma espécie de magnólia. Foi descrito pela primeira vez por Carl Friedrich Philipp von Martius. Guatteria inundata pertence ao gênero Guatteria, e família Annonaceae.
Este tipo de planta pode ser encontrado em:
- Peru

Não existe esse tipo listado.